# ميسي (فلم 2017)
ميسي هو فيلم كرة قدم بنغالي لعام 2017 من إخراج ريينجو بانيرجي ‏، وقد صنع في استوديو ماكنيل للهندسة. العنوان هو إشارة إلى لاعب كرة القدم الأرجنتيني ليونيل ميسي.

## القصة
ميسي هي قصة عن شقيقين. الشقيق الأكبر بروسون لا يفعل أي شيء سوى التسكع مع صديقته وتحديد مباريات كرة القدم المحلية لأخيه الذي يحصل على حصة من كسب المال منه. الشقيق الأصغر تشوتو، الذي يرتدي القميص المسمى «ميسي»، هو موهوب جدا في مهارات كرة القدم. إنه فخر لعائلته وأمل والدهم الذي كان في السابق مدربًا لكرة القدم. أثناء حضور إحدى المباريات التي يرتبها بروسون لأخيه تشوتو، يقع حادث ويُترك تشوتو محرومًا جسديًا مدى الحياة. الحادثة المؤسفة تملأ «بروسون» بالذنب الشديد، وللتخلص من هذا الشعور بالذنب يحاول تحقيق المستحيل. يحاول أن يحذو حذو أخيه في كرة القدم.

## الممثلين
- آريان بوميك  [لغات أخرى]‏
- رونوديب بوس
- شيتي غوشال  [لغات أخرى]‏
- رنا ميترا
- أشيكا
- نايجل أنتوني
- أريندام بوس
- شانكار تشاكرابورتي
- سوميت صمدر